# Thomas Kvist
Thomas Vedel Kvist (født 18. august 1987 i Odder) er en dansk tidligere professionel landevejsrytter.
I 2009 deltog han i Post Danmark Rundt som en del af Team Post Danmark.